# Anstiftung zu Rassenhass
Anstiftung zu Rassenhass (incitation à la haine raciale) ist im Strafrecht Frankreichs ein Straftatbestand. Das entsprechende Gesetz trat am 1. Juli 1972 in Kraft und wird nach René Pleven auch loi Pleven genannt. Es geht auf § 24 des Gesetzes für die Pressefreiheit von 1881 zurück. Dieses wurde bei der Reform des französischen Strafgesetzbuchs 1994 verändert: Das bisherige Strafmaß „Gefängnis von einem Monat bis zu einem Jahr“ wurde auf ein Jahr erhöht.

## Einzelbelege
1. ↑  Legifrance.gouv.fr: Article 1 de la loi du 1er juillet 1972
2. ↑  Legifrance.gouv.fr: Loi n°92-1336 du 16 décembre 1992...